# Lillo Castellano
Manuel Castellano Castro, detto Lillo (Aspe, 27 marzo 1989), è un calciatore spagnolo, difensore dell'Águilas.

## Carriera
Cresciuto nelle giovanili del Valencia, dopo aver esordito con la formazione B, passa in prestito al Real Murcia dove gioca 11 partite in seconda serie.
Tornato al Valencia, esordisce in massima serie il 21 marzo 2010, giocando il match della 27ª giornata di campionato Valencia-Almería (0-0), in cui parte titolare.
Per la stagione 2010-2011 passa proprio all'Almería, con cui gioca due partite in massima serie. Successivamente si trasferisce prima all'Alcoyano e poi all'Eibar, in Segunda División.

## Palmarès
- Giochi del Mediterraneo: 1

 Pescara 2009